# Fuerzas Armadas de Liberia
Las Fuerzas Armadas de Liberia (AFL) son las fuerzas armadas de la República de Liberia. Fundada como la Fuerza de la frontera de Liberia en 1908, el ejército fue retitulada en 1956. Prácticamente la totalidad de su historia, la AFL ha recibido material considerable y ayuda a la formación de los Estados Unidos. Durante la mayoría del período 1941-1989, se impartió formación en gran medida por los asesores de EE.UU., aunque esta ayuda no ha impedido los mismos niveles generalmente bajos de efectividad comunes a la mayoría de las fuerzas armadas en el mundo en desarrollo.
Durante la mayoría de la Guerra Fría, la AFL vio poca acción, además de un grupo armado que la empresa fue enviado a la ONUC en la República Democrática del Congo en la década de 1960. Esto cambió con la llegada de la primera guerra civil liberiana en 1989. La AFL se enredó en el conflicto, que duró de 1989 a 1996-97, y luego la segunda guerra civil liberiana, que duró desde 1999 a 2003.
La AFL está en el proceso de reforma y readaptación después de haber sido completamente desmovilizados después de la segunda guerra civil. La AFL se compone de dos batallones de infantería, y un pequeño Nacional de Liberia de la Guardia Costera, que está siendo reformado. El Gobierno de Liberia ha solicitado que un oficial del Ejército nigeriano sirva como jefe de las fuerzas armadas durante el período de transición.

## Pie Legal
La Nueva Ley de Defensa Nacional de 2008 fue aprobada el 21 de agosto de 2008. Se deroga la Ley de Defensa Nacional de 1956, la Guardia Costera de la Ley de 1959, y la marina de guerra de Liberia de 1986. Los deberes y funciones de la AFL se declaró oficialmente como sigue:
- La sección 2.3 (a): La misión principal de la AFL se para defender la soberanía nacional e integridad territorial de Liberia, incluyendo tierra, aire y territorio marítimo, frente a las agresiones externas, la insurgencia, el terrorismo y la invasión. En adición a la AFL deberá responder a los desastres naturales y participar en otras obras civiles que sean necesarias o las instrucciones.
- La sección 2.3 (b): La AFL también participará en la aplicación internacional de la paz mantenimiento de la paz y otros por la ONU, la Unión Africana, CEDEAO, Unión del Río Mano, y / o todas las instituciones internacionales de Liberia que puede ser un miembro. Todas estas actividades se llevarán a cabo sólo con la autorización del Presidente de Liberia, con el consentimiento de la Legislatura.
- La sección 2.3 (c): La AFL dispondrá de mando, comunicaciones, transporte logístico, médico, y ayuda humanitaria a la autoridad civil en el caso de un desastre natural o provocados por el hombre, el brote de la enfermedad o epidemia. Dicha asistencia deberá ser autorizada por el Presidente de Liberia.
- Sección 2.3 (d): La AFL asistirá a las autoridades civiles en la búsqueda, rescate y preservación de la vida en tierra, mar o aire, la asistencia debe ser autorizado por el Presidente de la respuesta inmediata por parte de búsqueda especializados y unidades de rescate junto con otros ministerios y organismos gubernamentales.
- Sección 2.3 (e): Las funciones de la AFL en tiempos de paz debe incluir el apoyo a los organismos de aplicación de la legislación nacional cuando así lo soliciten y aprobado por el Presidente. Ese apoyo incluirá el intercambio de información, capacitación de personal, y la movilización y despliegue de los contingentes de seguridad. En ningún momento durante tiempos de paz, sin embargo, será la AFL participar en la aplicación de la ley en Liberia, esa función es prerrogativa de la Policía Nacional de Liberia y otros organismos de aplicación de la ley. No obstante, la Policía Militar de la AFL podrá, a petición del Ministerio de Justicia al Ministerio de Defensa Nacional, y aprobado por el Presidente de Liberia, prestar asistencia a las agencias de la ley según lo determinado por la situación prevaleciente. La AFL deberá intervenir sólo como último recurso, cuando la amenaza supera la capacidad de las agencias de aplicación de la ley para responder.

- Sección 2.5: Normas de Conducta de las Fuerzas Armadas de Liberia: Los miembros de la AFL ejercerán sus funciones en todo momento de acuerdo con los valores democráticos y los derechos humanos. Ejercerán sus funciones de una manera no partidista, obedecer todas las órdenes legales y órdenes de sus superiores en formas que inspiran respeto y la confianza de los ciudadanos y contribuir al mantenimiento y promoción del respeto por el imperio de la ley.

## Historia
Las Fuerzas Armadas de Liberia moderna surgió de una milicia que fue formada por los primeros colonos negro de los Estados Unidos. La milicia se formó por primera vez cuando en agosto de 1822 un ataque que se temía en Cabo Mesurado (donde ahora es Monrovia) y el agente de los asentamientos dirigidos a la movilización de todos los "aptos del sexo masculino en una milicia y declaró la ley marcial." En 1846, el tamaño de la milicia había aumentado a dos regimientos.
En 1900, los hombres de Liberia entre las edades de dieciséis y cincuenta fueron considerados sujetos al servicio militar. La marina consistía solo de dos barcos de guerra pequeños.
El 6 de febrero de 1908, la milicia se estableció de manera permanente como 500 efectivos de la Fuerza de Liberia Frontera (LFF). La misión original de la LFF fue "para patrullar la frontera en la zona de influencia [en contra de las ambiciones territoriales de Gran Bretaña y Francia] y para evitar desórdenes". La LFF se colocó inicialmente bajo el mando de un oficial británico, que fue rápidamente reemplazado después de que él se quejó el Grupo no estaba siendo bien pagados. En 1912, los Estados Unidos establecieron relaciones militares con Liberia mediante el envío de unos cinco oficiales estadounidenses negro para ayudar a reorganizar la fuerza. La LFF en sus primeros años fue reclutado por los hombres con frecuencia inducen desde el interior por la fuerza. Cuando es enviado al interior para sofocar los disturbios tribales, las unidades a menudo vivían fuera de las áreas que fueron pacificar, como una forma de castigo colectivo. Oficiales de la Fuerza fueron extraídos de la aristocracia ya sea costera o de las élites tribales.

## Las Guerras Mundiales
Liberia se unió a los aliados, tanto en Primera Guerra Mundial y la Segunda Guerra Mundial, pero las tropas sólo se distribuirá en el extranjero eran unos pocos individuos a Francia durante la Primera Guerra Mundial, y los voluntarios de Liberia, bajo el mando de los Estados Unidos durante la Segunda Guerra Mundial. La asistencia de militares de los Estados de la LFF se inició durante la Segunda Guerra Mundial, cuando la financiación proporcionada por los Estados Unidos permitió que un aumento en la fuerza de la Fuerza a cerca de 1.500. Las fuerzas armadas comenzaron a depender casi exclusivamente de la asistencia estadounidense en materia de formación, con las organizaciones no capacitación de EE.UU. "tiende a ser breve y sin inspiración con poco logrado con excepción de algunos inconexa de cerca para perforar". EE.UU. las fuerzas también creó una escuela de candidato oficial durante la última parte de la guerra, con los instructores seleccionados de las tropas estadounidenses en el país. La escuela llevó a cabo dos cursos y se graduaron cerca de 300 nuevos funcionarios. Un poco menos de veinte años después, en 1964, el grupo todavía se hacen más del 50% del cuerpo de oficiales de la AFL.

## Guerra Fría
De 1945 a 1964, los oficiales fueron designados casi todos los graduados de la universidad. Desde 1951, hubo una misión militar de EE.UU. con sede en Liberia para ayudar en la formación de la AFL. Una de Oficiales de Reserva del Cuerpo de Entrenamiento se estableció en 1956 con las unidades de la Universidad de Liberia en Monrovia y el Booker Washington Institute en Kakata. En 1978 el programa había sido rebautizado el Ejército de los estudiantes del Programa de Formación (ASTP) y tuvo un total de 46 estudiantes de la Universidad de Liberia, el Instituto Booker Washington, y tres más pequeños instituciones. Sin embargo no fue hasta finales de 1960 que los militares Tubman Academia fue fundada en Todee, la parte superior del Condado de Montserrado, como un centro de formación de oficiales.
La LFF fue renombrada como las Fuerzas Armadas de Liberia en el marco de la Ley de Defensa Nacional de 1956 modificado, aunque otras fuentes dicen 1962, que parece haber sido la fecha de la fuerza de la tierra se convirtió en el Nacional de Liberia Guard. From este periodo, las fuerzas armadas de Liberia consistió en la Guardia Nacional de Liberia, la Milicia de Liberia, cuya ostensible estructura se muestra más arriba, y la Guardia Costera de Liberia. Hasta 1980, por la ley a todos los varones aptos para edades comprendidas entre los 16 y 45 años fue a servir en la milicia, aunque esta disposición no fue aplicada.
La Guardia Nacional no era una fuerza de alto rango: "Ha sido una brigada de esqueleto de los soldados que eran en su mayoría de la menor actividad económica y el estrato social de la sociedad eran mal pagados, y tenía menos de unas instalaciones dignas para el alojamiento y cuidado.." A pesar de esto, una compañía liberiana, designó a la empresa de seguridad reforzada, se contribuyó a la Operación de las Naciones Unidas en el Congo en la década de 1960. Seis rotaciones se hicieron. De 1964 del Ejército de EE.UU. Área Manual describe las acciones de la compañía como "... Después de un mal comienzo, el rendimiento de los contingentes mejorado de manera constante, la última compañía, que volvió a casa en mayo de 1963, había realizado encomiable y, por su comportamiento y apariencia, daba la impresión de ser una organización militar bien entrenado y disciplinado. "En 1964, Ejército de los EE.UU. Área Manual describe la Guardia Nacional de 3.000 fuertes, con una compañía de la sede, el Batallón de la Guardia Mansión Ejecutiva en Monrovia, tres batallones de infantería y un batallón de ingenieros ( que se formó recientemente en el campamento de Naama en 1962 y solo había organizado una compañía). Los tres batallones de infantería del Batallón de Infantería primero, en el Camp Schiefflin, situado en la carretera del aeropuerto entre Monrovia y el Aeropuerto Internacional Roberts, el Batallón de Infantería, segundo, en la sede Barclay Training Center (BTC), Monrovia, y el Batallón de Infantería 3 de la sede en Baworobo, el condado de Maryland.
En 1978, la Brigada de GNL se había establecido y la Brigada fue descrita como una que comprende la Sede y la Sede de la Empresa en el Centro de Capacitación Barclay, Monrovia, el Batallón de la Guardia Mansión Ejecutiva en el Capitolio, Monrovia, el Batallón de Ingenieros y el Batallón de Artillería de Campaña ( tanto en el campamento de Jackson, Naama), dos batallones de combate táctico (Batallón de Infantería, en Schiefflin y el segundo batallón de infantería, que en el período intermedio se había movido de la BTC al campo de Tolbert, Todee) y tres batallones no táctico, la tarea de proporcionar . Los servicios de guardia para los funcionarios del gobierno, la recaudación de impuestos, y "otras obligaciones de carácter no militar 'El Tercer Batallón de Infantería cubierto Montserrado, Grand Cape Mount y Grand Bassa condados de BTC, el Cuarto Batallón de Infantería cubierto Grand Gedeh, Condado de Sinoe y los condados de Maryland de Campamento Whisnant, Zwedru, y el Batallón de Infantería V en Gbarnga. Otras unidades de campo de la brigada fueron la Unidad blindada, en el campamento de RAM Rod, Paynesward Ciudad (posiblemente Paynesville), Monrovia), y el destacamento de Bella Yella especial, el campamento de Bella Yella, Lofa. El Batallón de Apoyo de Servicio se encuentra en BTC, e integrado por la compañía médica, la Banda de la Brigada, la unidad de la Brigada Especial (una unidad de desfile) y la Unidad de Policía Militar. También en BTC fue el Comando Logístico, que consta de un depósito, el arsenal (cuya ubicación había sido declarado peligroso), el Cuerpo de Intendencia AFL, y la Compañía de Transporte de la AFL. La fuerza se informó de que 4.822 en 1978.
En 1978, la Brigada de GNL se había establecido y la Brigada fue descrita como una que comprende la Sede y la Sede de la Empresa en el Centro de Capacitación Barclay, Monrovia, el Batallón de la Guardia Mansión Ejecutiva en el Capitolio, Monrovia, el Batallón de Ingenieros y el Batallón de Artillería de Campaña ( tanto en el campamento de Jackson, Naama), dos batallones de combate táctico (Batallón de Infantería, en Schiefflin y el segundo batallón de infantería, que en el período intermedio se había movido de la BTC al campo de Tolbert, Todee) y tres batallones no táctico, la tarea de proporcionar servicios de guardia a los funcionarios gubernamentales, la recaudación de impuestos, y "otras tareas no militares" El Tercer Batallón de Infantería cubierto Montserrado, Grand Cape Mount, y los condados de Grand Bassa de BTC;. el Cuarto Batallón de Infantería cubierto Grand Gedeh, Sinoe y el Condado Maryland condados de Camp Whisnant, Zwedru, y el Batallón de Infantería V en Gbarnga. Otras unidades de campo de la brigada fueron la Unidad blindada, en el campamento de RAM Rod, Paynesward Ciudad (posiblemente Paynesville), Monrovia), y el destacamento de Bella Yella especial, el campamento de Bella Yella, Lofa. El Batallón de Apoyo de Servicio se encuentra en BTC, e integrado por la compañía médica, la Banda de la Brigada, la unidad de la Brigada Especial (una unidad de desfile) y la Unidad de Policía Militar. También en BTC fue el Comando Logístico, que consta de un depósito, el arsenal (cuya ubicación había sido declarado peligroso), el Cuerpo de Intendencia AFL, y la Compañía de Transporte de la AFL. La fuerza se informó de que 4.822 en 1978. 
- La Milicia de Liberia

Organización de la Milicia de Liberia, de acuerdo con la Ley Nacional de Defensa de 1956 
- Dos sede de la división

- Primera Brigada
- Primer Regimiento de
- Quinto Regimiento
- Sexto Regimiento
- Décimo Regimiento

- Segunda Brigada
- Segundo Regimiento
- Tercer Regimiento
- Undécimo Regimiento
- Regimiento XIV

- Tercera Brigada
- Cuarto Regimiento
- Octavo Regimiento
- Noveno Regimiento
- Decimoquinto Regimiento
- Sexto Regimiento

- Cuarta Brigada
- Séptimo Regimiento
- XIII Regimiento
- Regimiento XVI
- Regimiento XVII

Aunque el servicio de la milicia era obligatoria por ley para todos los hombres elegibles, la ley se aplicaba solo de manera laxa. Desde mediados de 1960, y en sus últimos años, los miembros de la milicia se reunió solo trimestrales para la práctica de perforación escasamente concurrida. Las estimaciones de los hombres inscritos en los últimos años varían. El 1964 del Ejército de EE.UU. Manual de Área, dijo que "unos 20.000 hombres se calcula que estar inscritos". El IISS estima que el número milicia de 5.000 en 1967 y 6.000 en 1970. A principios de 1970 la milicia informó de una fuerza de solo unos 4.000 hombres mal entrenados y mal equipados. El Informe Anual de 1978 del Ministerio de Defensa Nacional de Liberia, dijo que "Los regimientos de diversas milicias, de acuerdo con la ley, que se celebró desfiles trimestrales. ... Además, los regimientos enteros fueron en toda su fuerza en ocasiones entierro". En el momento en que se disolvió en 1980, la milicia fue considerada como completamente ineficaz como fuerza militar. 
Brazo de las fuerzas armadas en tercer lugar, el Nacional de Liberia de la Guardia Costera, fue establecido en 1959.El Servicio de Guardacostas, durante el período de Tubman, fue poco más que un patrullero pocas veces fuera de servicio atendido por personal mal entrenado, aunque su formación mejorado en la década de 1980 hasta el punto que se consideró la mejor formación de las fuerzas armadas.
A partir de 1952, Jefes de Estado Mayor de la AFL incluido el general Alexander Harper (1952-54), el teniente general Abraham Jackson (1954-60), Albert T. White (1964-65), el teniente general George T. Washington (finales de 1960 ), el teniente general Henry Johnson (1970-74), el teniente general Franklin Smith, y el teniente general Henry Dubar (1980-1990).
Cuando William Tolbert reemplazó al veterano William Tubman como presidente en 1971, se retiró más de 400 soldados de la edad. Sawyer comenta que "los militares retirados fueron reemplazados por jóvenes reclutas de las zonas urbanas, muchos de los cuales eran entonces mal entrenado en el Tubman la Academia Militar. Este hecho cambió radicalmente el carácter de las fuerzas armadas de Liberia. " (Samuel Doe fue en este grupo.) Amos Sawyer también comenta que "la contratación de estas personas para los militares era parte de los esfuerzos de Tolbert para reemplazar el envejecimiento, los soldados analfabetos con los más jóvenes, los hombres letrados, que eran capaces de absorber la formación técnica y profesional".

## En la época de Doe
La AFL se involucró en la política, cuando diecisiete soldados lanzaron un golpe de Estado el 12 de abril de 1980. El grupo estaba formado por el sargento Samuel Doe, dos sargentos, cuatro sargentos, ocho cabos, y privates.They dos encontraron el presidente Tolbert durmiendo en su oficina en la Casa de Gobierno y allí lo mataron. Mientras que el entonces sargento Thomas Quiwonkpa llevó a los conspiradores, que era el grupo liderado por Samuel Doe que se encuentra Tolbert en su oficina, y fue Doe, como un sargento mayor de la de más alto rango del grupo, que se encendió la radio al día siguiente para anunciar el derrocamiento del Whig verdadero arraigadas Partido government.Doe se convirtió en Jefe de Estado y copresidente del gobierno del nuevo Pueblo de Consejo de la Redención. Quiwonkpa se convirtió en comandante del ejército y el otro copresidente de la República Popular China. (A raíz del golpe de Estado, el título de GNL Brigada comandante general ha cambiado confusamente al comandante general de la AFL, la presentación de informes al jefe de personal, y fue esta la posición que Quiwonkpa heredado.) Henry Dubar (que había ayudado a reclutar Pérez Personalmente años antes) fue promovido en un salto de capitán a teniente general, jefe del Estado Mayor. A partir de 1980, la promoción sistemática de Doe de Krahn a los puestos de confianza en el gobierno y los militares, comenzó a echar profundas divisiones dentro de la AFL, entre otros, con Gio Quiwonkpa, y de obstaculizar la moral.
"... La disciplina militar era una de las primeras víctimas del golpe de Estado. La rebelión había sido un asunto de hombres alistados, y una de las primeras instrucciones de difusión por la radio había ordenado a los soldados a no obedecer a sus oficiales. Más de cuatro años más tarde, según los observadores , la reticencia de la mayoría de los oficiales para imponer la disciplina se había combinado con la falta de voluntad de más de unos pocos soldados que aceptarlo. "
El lanzamiento del golpe de Doe significa que el mayor Jarbo William, otro soldado con ambiciones políticas que se decía que había excelentes conexiones con EE.UU. funcionarios de seguridad, había tenido su toma de posesión planes anticipado. Trató de escapar al extranjero, pero fue perseguido y muerto por el nuevo gobierno. La junta comenzó a dividirse en 1983, contando con Doe Quiwonkpa que estaba planeando mudarse Quiwonkpa de mando del ejército a una posición como secretario general del Consejo de Redención del Pueblo. Descontentos con el cambio propuesto, Quiwonkpa huyó al exilio a finales de 1983, junto con su Johnson ayudante de campo de Prince.
En 1984, la AFL incluidos los de la Guardia Nacional de Liberia (GNL), Brigada y unidades relacionadas (6.300 hombres), y el Servicio Nacional de Guardacostas de Liberia (unos 450 hombres). La brigada, formada entre 1964 y 1978, se basó en el Centro de Capacitación Barclay (BTC) en Monrovia, y estaba compuesto por seis batallones de infantería, un batallón de ingenieros militares (que alrededor de 1974 bajo el mando del Coronel Robert M. Blamo completado una pista de aterrizaje en Belefania Town), un batallón de artillería de campaña (del Batallón de Artillería de Campaña En primer lugar, según se informa en el campamento de Naama, en el condado de Bong) y un battalion.Three apoyo de la infantería, unidades del Batallón de Infantería, estacionada en Camp Schieffelin, el segundo batallón de infantería en campamento en el norte de Todee Montserrado County, y el Sexto Batallón de Infantería en Bomi Hills, fueron los elementos tácticos diseñados para operar contra las fuerzas hostiles. Los batallones, el Tercer Batallón de Infantería con sede en el Centro de Adiestramiento de Barclay, en Monrovia, el Cuarto Batallón de Infantería en Zwedru en el condado de Grand Gedeh, y el Quinto Batallón de Infantería en Gbarnga en el condado de Bong, sirvió principalmente como proveedores de personal para tareas no militares. Los soldados de estas unidades fueron ampliamente utilizados como policías, funcionarios de aduanas y de inmigración, y como recaudadores de impuestos.
A raíz de las elecciones fraudulentas de 1985, Pérez manipulada para consolidar su poder, Quiwonkpa regresó de su exilio de EE.UU. para entrar Liberia de Sierra Leona. El 12 de noviembre de 1985 entró en Monrovia con un grupo de soldados disidentes, se hizo cargo de la estación de radio nacional de Liberia Broadcasting System, y anunció que las "Fuerzas Patriótico Nacional de Liberia, había tomado el poder. Adekeye dice que Quiwonkpa incurrió en un error "no [ing] para establecer el control sobre el sistema de comunicaciones del país y se resistió a un ataque frontal a la Mansión Ejecutiva. Estos errores permitieron Pérez el tiempo para reunir la Guardia Ejecutivo Krahn dominado Mansión y el Batallón de Infantería primera de Camp Schiefflin para restablecer el control. Quiwonkpa fue capturado, muerto y mutilado, su cuerpo está desmembrado y comido partes. A raíz de la intentona golpista, las purgas se llevó a cabo en Monrovia y en el condado de Nimba, en casa Quiwonkpa, en contra de aquellos que se habían alegrado después del anuncio de golpe de Estado. Hasta 1.500 personas podrían haber muerto. La AFL fue purgado de los soldados de Gio.
Samuel Doe en el Servicio de Guardacostas de la Armada fue retitulada en Liberia en 1986 mediante la aprobación de la Ley de la Marina de Liberia de 1986. En 1985, la Unidad de Aviación, creado en algún momento entre 1964 y 1985, contaba con tres aviones de ala fija desde el Aeropuerto Spriggs Payne de Monrovia, incluyendo Cessna deberes 172s.Their incluido el reconocimiento y el transporte de carga liviana y VIPs.An avión se estrelló en la Unidad de Aviación Spriggs-Payne en 1984.
El Gobierno de Liberia de la Fuerza Aérea fue creada a partir de la Aeronáutica por una ley de la Legislatura el 12 de agosto de 1987.Its responsabilidades legales fueron los siguientes: proteger y defender el espacio aéreo de la República de Liberia, proteger vidas y propiedades, facilitar la movilidad aérea de militares y civiles personal, ayudar en operaciones de búsqueda y rescate, realizar operaciones de emergencia, realizar patrullas de reconocimiento, participar en operaciones militares conjuntas y realizar otras tareas que puedan ser designados por el Ministerio de Defensa. La LAF iba a ser dirigida por un coronel en su calidad de jefe de personal auxiliar para la Defensa de la Fuerza Aérea y recibió el mandato de hacer lo siguiente: para capacitar al personal y desarrollar la doctrina, asesorar al Jefe de Estado Mayor de la AFL en asuntos relacionados con la de la Fuerza Aérea.

## Guerra Civil Liberiana
Charles Taylor invadió el país en Butuo en el condado de Nimba en la Nochebuena de 1989, con una fuerza de alrededor de 150 hombres, iniciando la primera guerra civil de Liberia. Pérez respondió con el envío de dos batallones de AFL Nimba, en diciembre de 1989-enero 1990,  bajo el entonces coronel Ezequías fuerzas del gobierno liberiano Bowen.The suponer que la mayoría de la Mano y Gio pueblos de la región de Nimba fueron apoyar a los rebeldes. De este modo, actuó de una forma muy brutal y tierra quemada-que rápidamente alienado a la población local. El apoyo de Taylor se levantó rápidamente, ya que la Mano y Gio acudieron a su Frente Patriótico Nacional de Liberia en busca de venganza. Muchos soldados del gobierno desertaron, algunos a unirse al NPFL. La incapacidad de la AFL de hacer cualquier progreso fue una de las razones por las cuales Pérez cambió su comandante de campo en la zona en cinco ocasiones en los primeros seis meses de la guerra. Los comandantes de campo, aparentemente incluido el general de brigada Edward Smith. En mayo de 1990, la AFL había sido forzado a volver a Gbarnga, todavía bajo el control de las tropas de Bowen, pero perdió la ciudad a un asalto NPFL a finales de mayo de 1990, momento en el que el NPFL también capturó Buchanan en el NPFL coast. The había reunido a unos 10.000 combatientes, mientras que la AFL, astillas, solo podía convocar a 2000.
La rebelión llegó a Monrovia en julio de 1990, y el general Dubar abandonó el país para exiliarse en los Estados Unidos. El general de brigada Charles Julu, excomandante del Batallón de la Guardia Mansión Ejecutiva, fue nombrado Jefe del Estado Mayor. Dos embarcaciones de la Guardia Costera de Liberia fueron hundidos en las batallas por el NPFL ciudad. Él había estado distribuyendo armas a los civiles Gio después de su llegada en Nimba, donde muchos estaban muy interesados en tomar su revancha en el gobierno después de que Pérez había castigado país Nimba por su apoyo de Quiwonkpa en 1983 y 1985.By julio de 1990 el gobierno comenzó a distribuir armas a los civiles a su vez, Krahn y Mandingo que querían protegerse a sí mismos. Estos civiles reclutados apresuradamente se hizo conocido como '1990 soldados. Un soldado de '1990 ', que el Presidente había escogido personalmente, Tailey Yonbu, encabezó una masacre de los refugiados, la mayoría civiles Gio y Mandingo, en la noche del 29/30 de julio de 1990 Luterana de San Pedro Iglesia de Sinkor, Monrovia. Unos 600 murieron. Debido a la composición étnica anteriores purgas llevadas a cabo por las fuerzas de Doe, el conflicto tuvo sobre las características de un pogrom étnico.
En agosto de 1990 la Comunidad Económica de Estados de África Occidental (CEDEAO) envió una fuerza de mantenimiento de la paz, el ECOMOG, a Liberia. La fuerza llegó en el Puerto de Monrovia el 24 de agosto de 1990, el aterrizaje de los vasos de Nigeria y Ghana. Por el ECOMOG llegó, INPFL Prince Johnson y el NPFL de Taylor estaban luchando en los límites fuera de la serie de conferencias port.A paz en las capitales regionales siguieron. Hubo reuniones en Bamako en noviembre de 1990, de Lome en enero de 1991, y Yamoussoukro, en junio-octubre de 1991. Sin embargo, los primeros siete conferencias de paz, incluyendo la Yamoussoukro I-IV y los procesos de la negociación Centro Carter conduce a los Acuerdos de Cotonú, fracasó debido a la falta de acuerdo entre las facciones beligerantes. El NPFL lanzó un asalto a Monrovia en 1992, al que llamaron "Operación Octapus. La guerra civil se prolongó hasta los acuerdos de Abuya de agosto de 1996.
La AFL se limitó a un enclave de la capital durante el conflicto, y no jugó un papel importante en la lucha. Las elecciones en julio de 1997 finalmente llevaron a Taylor al poder. Bajo los acuerdos, lo que llevó a una ruptura en la lucha en 1996 y las elecciones de Liberia en general, de 1997, el ECOMOG fue a entrenar un nuevo ejército nacional sobre la base de feria étnica y geográfica Taylor representation. Yet ECOMOG negó cualquier participación en la reestructuración de la AFL, y la fuerza con el tiempo dejó Liberia a finales de 1998.
Durante el período 1990-1999, incluidos Jefes de Estado Mayor teniente coronel Davis S. Brapoh, el teniente general Ezequías Bowen (más tarde ministro de Defensa), el teniente general AMV Doumuyah, y el teniente general Kalilu Kromah Abe, nombrado durante el gobierno provisional del Consejo de Estado en 1996, que fue jefe de gabinete entre mayo de 1996 abril de 1997. Después de Kromah, el teniente general príncipe C. Johnson fue nombrado, quien murió en octubre de 1999 tras un accidente de coche.

## Durante la era de Taylor
Poco después de la inducción de Taylor como presidente electo de Liberia en agosto de 1997, el Ministerio de Defensa Nacional determinó que la intensidad de la AFL había aumentado durante la guerra de 6.500 a 14.981 miembros del servicio. Para comenzar la desmovilización, el Jefe del Estado Mayor AFL publicó Órdenes Especiales # 1 el 1 de enero de 1998, la desmovilización de 2.250 efectivos y retirarse. El proceso de desmovilización se retrasó y mal gestionados, y solo en 22 de abril de 1998 los pagos se empezó a emitir a la desmovilización de personal, sin ninguna explicación previa de qué es exactamente el represented.Demonstrations pagos y las protestas de los desmovilizados condujo a un motín en los cuales tres murieron el 5 de mayo de 1998. Como resultado, Taylor autorizó la formación de una comisión para presentar recomendaciones sobre cómo la AFL debe ser reorganizado. La comisión, encabezada por Blamoh Nelson, Director del Consejo de Ministros, presentó su informe el 17 de diciembre de 1998, recomendando un ejército de 6.000 fuertes (5.160 del Ejército, la Marina 600 y 240 de la Fuerza Aérea), pero la propuesta nunca fue implementado.
En cambio Taylor corrió por las Fuerzas Armadas, dejando ir 2,400-2,600 exmiembros, muchos de los cuales fueron aportados por Krahn expresidente Pérez, en diciembre de 1997 a enero de 1998, y la construcción de lugar de la Unidad Antiterrorista (ATU), el Relator Especial División de Operaciones de la Policía Nacional de Liberia, y el Servicio Especial de Seguridad. El 19 de noviembre de 1999, nombró al General Taylor Kpenkpah Konah como el nuevo Jefe del Estado Mayor de la AFL (donde permanecería hasta 2006) y John Tarnue como jefe de la army.Tarnue estaba implicado más tarde en una disputa de tierras en 1999, mientras actuaba como AFL commander.The International Crisis Group, escribe que la AFL se redujo prácticamente al punto de no-existencia de otoño de 2001, momento en el cual un total de 4.000 personas habían sido retired.The segunda guerra civil de Liberia, se originó en los enfrentamientos en abril de 1999 pero no era una gran amenaza a Taylor hasta el 2000-01. Sin embargo, en el lado del gobierno de la AFL jugado un papel menor; ex irregular Frente Patriótico Nacional de Liberia milicias respaldadas por más privilegiado partidarios de Taylor como de la Unidad Anti-Terrorista vio la mayor parte de los combates.
Como resultado de la Guerra Civil, todas las aeronaves, equipo, material e instalaciones pertenecientes a la Fuerza Aérea de Liberia fueron gravemente dañados, lo que hace la fuerza inoperable.During la Guerra Civil el gobierno de Taylor hizo una variedad de diferentes acuerdos de apoyo aéreo, un aparentemente inoperable Mil Mi-2 y Mil Mi-8, uno en las marcas de la Unidad Anti-Terrorista, se pudo ver en el Aeropuerto Spriggs Payne en el centro de Monrovia a mediados de 2005, al parecer, un vestigio de la guerra. Mientras tanto, durante la época de Taylor, de la Armada consistió en un par de patrulleros pequeños. Sin embargo, en la costa, tanto en fines de 1990 y 2005 indican fuentes de la Armada incluido el Distrito Naval segundo, Buchanan, la tercera del Distrito Naval, Greenville, y el cuarto Distrito Naval, Harper.

## La reconstrucción de la AFL
Parte 4 (artículos VI y VII) del Acuerdo de Paz de Acra agosto de 2003 (CPA) que puso fin a la Segunda guerra civil de Liberia dirigida la reforma del sector de seguridad. Declaró que los reclutas futuro de la AFL nuevo ser examinados por su aptitud para el servicio, así como antes de violaciones de derechos humanos, que la nueva fuerza sería étnicamente equilibrado y sin prejuicios políticos, y que la misión de la nueva fuerza sería la de defender la soberanía nacional y "in extremis" frente a los desastres naturales.
El 1 de marzo de 2005, más de un año después de la guerra, la Misión de las Naciones Unidas en Liberia (UNMIL) se habían desarmado y desmovilizado a 103.018 personas que afirmaron haber luchado por el expresidente Charles Taylor y los dos grupos rebeldes, Liberianos Unidos por la Reconciliación y la Democracia (LURD) y Movimiento por la Democracia en Liberia (MODEL). Ese año, la mayoría de los ex elementos de la AFL se concentraron en el campamento de personal Schiefflin.The anteriores AFL, incluidos los de la Armada y la Fuerza Aérea, se retiró lentamente, con las pensiones obtenidas por el Ministerio de Defensa y los socios internacionales de un número de donantes internacionales.
En 2005, los Estados Unidos proporcionó fondos para Arquitectos DynCorp International y el Pacífico e Ingenieros, contratistas militares privados, para capacitar a un nuevo 4000-militar de Liberia. DynCorp se hizo responsable de la formación individual y la formación PA & E unidad. La fuerza de la fuerza proyectada se redujo a 2.000 hombres. DynCorp y la Embajada de EE.UU. escrutinio del personal de las nuevas fuerzas armadas completamente. Los reclutas tenían que pasar una prueba de alfabetización, una prueba de aptitud, una prueba de drogas y la prueba del VIH, y sus nombres y los rostros se ponen en los carteles que se distribuyen para tratar de asegurarse de que no tienen un historial de crímenes de guerra u otras violaciones de los derechos humanos. Un nuevo grupo de 500 miembros del personal seleccionados comenzaron a llegar a la base Ware campamento en Careysburg VOA, en el interior de Monrovia, para la formación inicial a principios de noviembre de 2007, uniéndose a otros 608 que se había graduado antes.
- El Ministro de Defensa de la presidenta Ellen Johnson Sirleaf, nombrado a principios de 2006 está bien considerada, dijo a IRIN de Brownie Samukai en una historia de enero de 2006:

- Mukai es considerado como un par de manos seguras para el crucial Ministerio de Defensa. Como jefe de la policía a mediados de la década de 1990 fue pionera en Samukai una fuerza de reacción rápida para acabar con robos a mano armada. Desde que huyó de Liberia, cuando el ex señor de la guerra Charles Taylor llegó al poder, Samukai ha trabajado para la ONU en Timor Oriental y Tanzania.

- Parece que hay cierta falta de coordinación, al menos de acuerdo con el Wall Street Journal, entre el Ministerio de Defensa Nacional y DynCorp, que es la formación del nuevo ejército. El diario dijo en un informe de agosto de 2007:

- Sr. Samukai también se queja de que él se siente marginado de la formación de un ejército que, como ministro de Defensa, que se supone que supervisar. Ni el Departamento de Estado ni DynCorp le permitirá ver contrato de la empresa, por ejemplo. Y los EE.UU. insiste en que en lugar de hablar directamente a los administradores de DynCorp, que pasan por mayor Wyatt [jefe de la Oficina de Cooperación de Defensa en la Embajada de EE.UU. en Monrovia en todos los asuntos relacionados con la formación.

Si bien considerada o no, Samukai ha sido acusado de abusar de su poder, ha habido acusaciones de que ha ordenado a los soldados para maltratar a otros funcionarios de alto nivel-el gobierno de Liberia Contraloría General de la Secretaría de Hacienda en agosto de 2008.
El 11 de enero de 2008, un total de 485 soldados se graduó de la clase de formación inicial de entrada 8.1. La adición de esta tercera clase de los soldados, que consta de 468 hombres y 17 mujeres, planteó la fuerza total de la AFL de 639 a 1.124. Como la nueva fuerza de Liberia desarrollados, la UNMIL comenzó terminando su misión de paz de 15.000 inicialmente fuerte, para el año 2008 la fuerza se había reducido a 11.000.
En el período de acumulación de provisional, el presidente Johnson-Sirleaf, decidió que un funcionario nigeriano actuaría como el Comando del Oficial a Cargo de las nuevas fuerzas armadas. Mayor General Suraj Alao Abderramán sucedió al anterior titular, el teniente general Luka Yusuf, a principios de junio de 2007, el teniente general Yusuf había sido publicado en casa a Nigeria para convertirse en jefe del Estado Mayor del Ejército. Luka había sucedido al Jefe del Estado Mayor de Liberia anterior, Kpenkpa Y. Konah, en 2006. A mediados de julio de 2008, cinco funcionarios reintegrados AFL regresó de la universidad de las Fuerzas Armadas de Nigeria Comando y Estado Mayor después de entrenar allí. Estos oficiales son el teniente Cols. Sekou S. Sheriff, Boakai B. Kamara, Aaron T. Johnson, Daniel K. Moore y el Mayor Andrew J. Wleh. Posteriormente Aaron T. Johnson fue ascendido a coronel y confirmado por el Senado de Liberia como Jefe Adjunto del Estado Mayor de la AFL, inmediatamente subordinado al general Abdurrahman.A número de los oficiales de alto nivel actual de la AFL se han extraído de las filas de la anterior 1993-1994 Gobierno Provisional de Unidad Nacional paramilitares fuerza policial, el 'Boinas Negro.
La reconstrucción de las instalaciones no se ha limitado a VOA / Camp Ware y Schiefflin / EBK. El Gobierno chino ofreció en 2006 para reconstruir el campamento Tubman en Gbarnga, y la nueva planta fue inaugurada en abril de 2009. También hay un plan para reconstruir el campamento en Todee Todee Distrito, superior Montserrado.The Barclay Training Center (BTC), fue devuelta al Gobierno de Liberia el 31 de julio de 2009 en un acto al que asistieron el Ministro de Defensa Nacional y los Estados Unidos El embajador tras cuatro años de gestión por DynCorp.
En octubre de 2009 una Asociación Estatal relación Programa se inició entre la AFL y el estado de Míchigan EE.UU. de la Guardia Nacional de Míchigan.
Por el otro número importante de agencias de seguridad, existen planes a mediados de 2008, al menos para disolver el Ministerio de Seguridad Nacional, la Oficina Nacional de Investigación y la Agencia de Control de Drogas. El presupuesto de 2009-2010 parece indicar sin embargo que esta consolidación no ha tenido lugar.

## Organización del AFL
Las fuerzas de tierra de Liberia en la actualidad consta de dos batallones de infantería y unidades de apoyo. El 1 º Batallón, 23 Brigada de Infantería, se formó el 29 de agosto de 2008, en el Centro de Adiestramiento de Barclay, en Monrovia, y el 2 º Batallón, 23 Brigada de Infantería en diciembre de ese año. Ambos batallones se basan actualmente en el antiguo campo de Schiefflin, que ahora ha pasado a llamarse Edward Beyan Cuartel Kesselly, a menudo conocido simplemente como "Cuartel EBK." Como resultado de la concentración de tropas en EBK, el campamento está abarrotado, y las alteraciones de los soldados han occurred.As de mediados de 2009, el Ministerio de Defensa está tratando de aliviar el problema mediante la reubicación de algunos miembros del personal de campo de Tubman en Gbarnga.
Los dos batallones y unidades de apoyo fue mediante la capacitación y preparación para un ejercicio de evaluación, una modificación de EE.UU. de Preparación del Programa de Entrenamiento del Ejército de Evaluación (ARTEP), que se celebró a finales de 2009. Cuando se declaró operativo, la Brigada de Infantería 23 fue planeado para ser comandada por un coronel con una sede de 113 de personal. Las unidades de apoyo se incluyera una sección de banda (40 miembros), compañía de ingenieros (220 fuertes), Unidad de la Brigada de Capacitación (162 fuerte, ahora el nuevo título de Comando de las Fuerzas Armadas de Formación, ubicado en el marco del Gran Campamento de Ware Wleh), y un militar compañía de la policía (105 fuerte). El grupo funciona según ligeramente modificado las prácticas de los Ejército Estados Unidos, y utiliza la doctrina de EE.UU.
- El primer batallón comenzó a los Estados Unidos de Entrenamiento del Ejército y el Programa de Evaluación, que se completará en septiembre de 2009, mientras que el segundo batallón, terminarán el programa en diciembre de 2009. En ese momento, los contratistas de los Estados Unidos en la actualidad la formación y el equipamiento de la fuerza entregará al Ministerio de Defensa Nacional, que asumirá la responsabilidad de formación y de pie en el nuevo ejército. Los Estados Unidos han indicado que planea asignar hasta 60 Estados Unidos al servir al personal militar para continuar tutoría de las Fuerzas Armadas de Liberia, a partir de enero de 2010.

En diciembre de 2010, un comando de logística está siendo establecido en la AFL, teniendo el mismo nombre que una formación de pre guerra civil AFL.
La Guardia Costera se reactivó en el día 53a las Fuerzas Armadas el 11 de febrero de 2010, con una dotación inicial de 40 personas que habían sido entrenados en los Estados Unidos. A Estados Unidos agente de la Guardia Costera está sirviendo en la Embajada de EE.UU. en Monrovia apoyo a los esfuerzos para restablecer el Gobierno de Liberia de la Guardia Costera.
Un destacamento de Seabee Batallón de Construcción Naval Mobile 7, con sede en la Estación Naval de Rota, España, Estados Unidos construyó un Comando de África financiado por la AFL Costa rampa del barco de la Guardia y un muro perimetral de concreto para la Guardia Costera, que fue entregado a la AFL en diciembre de 2010.In febrero de 2011, los Estados Unidos entregó a dos barcos de la clase donado USCG Defender a la Guardia Costera.
El Gobierno de Liberia de la Fuerza Aérea (LAF) fue fundada en 1970 con la entrega de tres aviones Cessna U-17C. La fuerza aérea se amplió en la década de 1980 con la entrega de más aviones Cessna con tres 172S, un 206, 207 y dos motores turbohélice 208S sola. En 1989, dos reformado DHC-4 Caribou, un solo doble Piper Azteca de luz y tres IAI Arava STOL gemelos fueron entregados. El Civil se inició en 1990 vio la mayor parte de la fuerza aérea destruyó en el suelo o en los accidentes. El Gobierno de Liberia de la Fuerza Aérea (LAF) se disolvió formalmente en 2005 como parte del programa de desmovilización de las fuerzas armadas, a pesar de que había dejado de existir hace muchos años. En la actualidad, solo la Misión de Naciones Unidas en Liberia (UNMIL) opera aeronaves militares en Liberia, Mi-8s y Mi-24 con sede en el Aeropuerto Internacional Roberts.